# Ests oorlogsmuseum
Het Ests Oorlogsmuseum (Ests: Eesti Sõjamuuseum) is een oorlogsmuseum gevestigd in de Estse stad Viimsi. Het museum werd opgericht als het Museum van de Estse Onafhankelijkheidsoorlog op 19 januari 1919 door besluit van Generaal-Majoor Johan Laidoner, de bevelhebber van de Estse Strijdkrachten, tijdens de Estische Onafhankelijkheidsoorlog. Het was gewijd aan het verzamelen, bewaren en tentoonstellen van objecten en materialen die verband hielden met de Estse militaire geschiedenis. Het oorspronkelijke museum bevond zich in de oude binnenstad van de hoofdstad Tallinn.
Tijdens de Sovjetbezetting in 1940 werd het museum gesloten en geplunderd door de Sovjets. Sommige objecten werden inbeslag genomen en vervoerd naar Rusland, maar het grootste deel werd vernietigd. Na de herwonnen onafhankelijkheid van Estland in 1991, werd een nieuw hoofdstuk gestart met de oprichting van het Viimsi museum in 1993, dat later de basis zou leggen voor het huidige museum.
Op 26 februari 2001 werd het museum officieel opgericht door regeling van de Minister van Defensie en vestigde het zich in kasteel Viimsi, de zomerresidentie van Johan Laidoner. Het museum begon met het opnieuw opbouwen van de collecties vanaf nul, omdat veel van de vooroorlogse eigendommen waren vernietigd of verloren gegaan tijdens de bezetting. Gelukkig had de Estse bevolking waardevolle items en archieven bewaard, soms letterlijk begraven of verborgen om te voorkomen dat ze in handen van de bezetters zouden vallen.
Sinds 2023 is het museum de locatie van de tank van het Narva-tankmonument.